# Jean Royer (écrivain)
Pour les articles homonymes, voir Jean Royer et Royer.
Jean Royer, né le 26 juin 1938 à Québec et mort le 4 juillet 2019 à Montréal, est un poète, essayiste, journaliste culturel et critique littéraire québécois,,. 

## Biographie
Jean Royer détient un baccalauréat en arts du Petit Séminaire de Québec (1959), un baccalauréat en philosophie (1959) ainsi qu'un licence en lettres (1962) de l'Université Laval.   
Figure majeure du milieu littéraire québécois, Jean Royer publie, depuis 1966, des essais, des recueils d'entretiens, des récits ainsi que des recueils de poésie. Journaliste culturel et critique littéraire, il fait également paraître de nombreux textes pour Radio-Canada,.  
Actif sur les scènes littéraires du Québec, de l'Amérique latine, de l'Europe ainsi que de l'Afrique, Jean Royer participe à de nombreuses conférences, lectures publiques et récitals de poésie partout à travers le monde. Ayant publié une quarantaine d'ouvrages, ses œuvres sont traduites en plusieurs langues (anglais, espagnol, chinois).    
En poésie, il fait paraître notamment Le Chemin brûlé (L'Hexagone, 1987), Le lien de la terre (Écrits des Forges, 2000), Le visage des mots (Écrits des Forges, 2000), L'amour même (Éditions du Noroît, 2007), Des âges solitaires (Écrits des Forges, 2011), Avant la nuit (Éditions du Noroît, 2015) ainsi que L'autre parole (Éditions du Noroît, 2019),,. 
Jean Royer publie également des récits dont La main cachée (L'Hexagone, 1991), La main ouverte (L'Hexagone, 1996) ainsi que La main nue (Québec Amérique, 2003),.  
Ayant également réalisé des entretiens avec Marie Uguay dans le cadre du film de Jean-Claude Labrecque à l'O.N.F., Jean Royer publie aux Éditions du Silence Marie Uguay, la vie la poésie, en 1982. Il fait également paraître d'autres recueils d'entretiens dont Écrivains contemporains (L'Hexagone, 1982-1989),,.  
Récipiendaire du Prix Claude-Sernet, du Prix Alain-Granbois, Grand Prix de poésie du Journal de Montréal ainsi que du Prix Athanase-David, Jean Royer est le fondateur de la revue littéraire Estuaire (1976). Il est aussi critique littéraire au quotidien Le Devoir de 1971 à 1982. À la suite de Gaston Miron et d’Alain Horic, il devient directeur des Éditions de L'Hexagone jusqu'en 1998,.   
En 1998, il est membre de l'Ordre des francophones d'Amérique. Il rejoint également le Comité d'honneur de la Maison de la poésie de Montréal. De 1998 à 2004, Jean Royer est président de l'Académie des lettres du Québec.  
Jean Royer décède le jeudi 4 juillet 2019, à l'âge de 81 ans, au Centre hospitalier de l’Université de Montréal.  
Le fonds d'archives de Jean Royer est conservé au centre d'archives de Montréal de Bibliothèque et Archives nationales du Québec.

## Œuvres

### Poésie
- À patience d'aimer, Québec, Éditions-de-l'Aile, 1966, 82 p.
- Nos corps habitables, Québec, Éditions de l'Arc, 1969, 102 p.
- La parole me vient de ton corps, suivi de Nos corps habitables : poèmes, 1969-1973, avec des dessins de Muriel Hamel, Montréal, Nouvelles éditions de l'Arc, 1974, 126 p.
- Les Heures nues, Montréal, Nouvelles éditions de l'Arc, 1979, 57 p.  (ISBN 2890160017)
- Faim souveraine, avec un dessin de Roland Giguère, Montréal, L'Hexagone, 1980, 57 p.  (ISBN 2890061736)
- L'Intime soif, avec un bois original de Janine Leroux Guillaume, Montréal, Éditions du silence, 1981, 26 p.  (ISBN 2920180010)
- Jours d'atelier, avec une gravure de Kittie Bruneau, Montréal, Éditions du Noroît, 1984, 93 p.  (ISBN 2890180964)
- Le Chemin brûlé, avec une photographie de Kèro, Montréal, L'Hexagone, 1986, 51 p.  (ISBN 2890062406)
- Depuis l'amour, Montréal, L'Hexagone, 1987, 63 p.  (ISBN 2890062651)
- Poèmes d'amour, 1966-1986, avec une préface de Noël Audet, Montréal, L'Hexagone, 1988, 168 p.  (ISBN 2892950236)
- Le lien de la terre, Trois-Rivières, Écrits des forges, 1992, 60 p.  (ISBN 2-89046-246-3)
- Le visage des mots, Trois-Rivières, Écrits des forges, 2000, 83 p.  (ISBN 2-89046-575-6)
- Nos corps habitables : poèmes choisis, 1984-2000, choix et présentation de Paul Chanel Malenfant, Montréal, Éditions du Noroît, 2001, 145 p.  (ISBN 2-89018-473-0)
- Poèmes de veille, Montréal, Éditions du Noroît, 2002, 113 p.  (ISBN 2-89018-497-8)
- Demeures du silence, en collaboration avec Yves Namur, Trois-Rivières, Écrits des Forges, 2003, 115 p.  (ISBN 2-89046-761-9)
- Au seuil de l'inespérable, Montréal, Éditions du Noroît, 2002, 84 p.  (ISBN 2-89018-541-9)
- L'amour même, Montréal, Éditions du Noroît, 2007, 95 p.  (ISBN 978-2-89018-615-6)
- Des âges solitaires, Trois-Rivières, Écrits des Forges, 2008, 92 p.  (ISBN 978-2-89645-071-8)
- Poèmes de l'écoute, Trois-Rivières, Écrits des Forges, 2011, 52 p.  (ISBN 978-2-89645-202-6)
- L'arbre du veilleur : aspects de la poésie, avec des encres originales de Paule Royer, Montréal, Éditions du Noroît, 2013, 208 p.  (ISBN 9782890188235)
- La voix antérieure : paysages et poétiques, Montréal, Éditions du Noroît, 2014, 233 p.  (ISBN 9782890188839)
- Le poème debout, Montréal, L'Hexagone, 2014, 93 p.  (ISBN 9782896480616)
- Avant l'autre nuit, Montréal, Éditions du Noroît, 2015, 103 p.  (ISBN 9782890189256)
- La fêlure, la quête, Montréal, Éditions du Noroît, 2015, 121 p.  (ISBN 9782890189621)
- L'autre parole : poèmes didactiques, Montréal, Éditions du Noroît, 2019, 179 p.  (ISBN 9782897661731)

### Récits
- La main cachée, Montréal, L'Hexagone, 1991, 116 p.  (ISBN 2890064204)
- La main ouverte, Montréal, L'Hexagone, 1996, 262 p.  (ISBN 2-89006-563-4)
- La main nue, Montréal, Québec Amérique, 2003, 221 p.  (ISBN 2-7644-0327-5)
- Voyage en Mironie : une vie littéraire avec Gaston Miron, Saint-Laurent, Fides, 2004, 282 p.  (ISBN 2-7621-2547-2)
- Les trois mains, Saint-Laurent, Bibliothèque québécoise, 2006, 330 p.  (ISBN 978-2-89406-264-7 et 2-89406-264-8)

### Essais
- Introduction à la poésie québécoise : les poètes et les œuvres des origines à nos jours, Montréal, BQ, 1989, 295 p.  (ISBN 2894060297)
- Dans la Maison des littératures : les vingt ans de la Rencontre québécoise internationale des écrivains, Montréal, L'Hexagone, 1992, 126 p.  (ISBN 2890064549)
- Chronique d'une académie 1944-1994 : de l'Académie canadienne-française à l'Académie des lettres du Québec, Montréal, L'Hexagone, 1995, 150 p.  (ISBN 2-89006-533-2)

### Entretiens
- Pays intimes - entretiens 1966-1976, Montréal, Leméac, 1976, 242 p.  (ISBN 0776194194)
- Écrivains contemporains : entretiens, Montréal, L'Hexagone, 1982-1989, 5 volumes.  (ISBN 2890061981, 2890062201, 2890062414, 2890062554 et 2890063380)
- Marie Uguay : la vie, la poésie, avec une photographie de Stéphan Kovacs, Montréal, Éditions du Silence, 1982, 36 p.  (ISBN 2920180045)
- Poètes québécois : entretiens avec une préface d'André Brochu, Montréal, L'Hexagone, 1991, 278 p.  (ISBN 2892950562)
- Écrivains contemporains : nouveaux entretiens, Montréal, Éditions Trait d'union, 1999, 222 p.  (ISBN 2-922572-01-3)
- Gaston Miron sur parole : un portrait et sept entretiens, avec une préface de Sylvestre Clancier, Montréal, Bibliothèque québécoise, 2007, 122 p.  (ISBN 978-2-89406-288-3)
- Femmes et littérature : entretiens sur la création, édition préparée par Gérald Gaudet, Montréal, Bibliothèque québécoise, 2017, 229 p.  (ISBN 9782894064078)

## Prix et honneurs
- 1987 - Récipiendaire : Grand Prix de poésie du Journal de Montréal (pour Depuis l'amour)[17]
- 1988 - Récipiendaire : Prix Claude-Sernet (pour Depuis l'amour)[17]
- 1989 - Récipiendaire : Prix Alain-Grandbois (pour Poèmes d'amour)[18],[19]
- 1998 - Récipiendaire : Ordre des francophones d'Amérique décerné par le Conseil de la langue française[20]
- 2014 - Récipiendaire : Prix Athanase-David (pour Le poème debout)[21]